# 真柄直隆
真柄直隆（1536年－1570年8月9日）是日本戰國時代武將。朝倉氏家臣。別名十郎左衛門。弟弟有真柄直澄。兒子有真柄隆基。以北國著名武士的身份而為人所知，經常在講談和軍記物中登場。

## 略歷
越前國真柄荘的國人眾，朝倉氏的客將，居住於上真柄地區。真柄氏跟堀江氏等家族一樣，在朝倉家中是獨立性相當強的國人眾，在足利義昭投靠越前前為止，一直對朝倉氏採取臣從的態度，只是負擔一部份軍役，並沒有完全成為朝倉家的家臣（完全成為家臣並被取替的勢力人物，多數會被授予「景」字為名）。
直隆是朝倉家中武勇優秀的人物，乘騎深黑色的馬，舞動著越前的刀匠千代鶴所製作五尺三寸（約175cm）的大太刀「太郎太刀」在戰鬥中相當狂暴。在足利義昭投靠越前來到一乘谷時，曾在義昭面前輕易地將大太刀揮舞數十回，盡顯豪傑本色。依文獻記載，身長約2公尺，體重約250斤。
在元龜元年（1570年）的姉川之戰中，揮舞太郎太刀奮戰，但由於淺井、朝倉聯軍敗象已現，遂單騎深入敵陣，衝破德川軍12段中的8段，但因為力盡，被向坂三兄弟討取，兒子隆基亦被織田軍討死。弟弟直澄亦是以勇猛著稱，但是亦在該戰中被討死。但是在『信長公記』中記錄是被青木所左衛門討取。不過被向坂兄弟討取時使用的太刀被付上「真柄斬」（真柄斬り）的名稱並成為名刀之一。
太郎太刀在現在被奉納在愛知縣名古屋市的熱田神宮寶物館。亦有說法指在熱田神宮的所藏物是直澄的次郎太刀，而在白山比咩神社的所藏物才是直隆的太郎太刀。
因為關於弟弟直澄的資料相當稀少，因此亦有說法指是與直隆是同一人物。
在朝倉氏滅亡後的天正11年（1583年），丹羽長秀發出致「真柄加介」的知行安堵狀，因此可知一族在之後都仍然存續。

## 登場作品
動畫電影
-  （角色：真柄太郎左衛門直高　2002年）

## 外部連結
- 真柄直隆～城と古戦場～ （页面存档备份，存于）